# Mircea Romașcanu
Mircea Romașcanu (ur. 11 marca 1953 w Otopeni) – rumuński kolarz szosowy. Trzykrotny triumfator wyścigu Dookoła Rumunii, trzeci kolarz Wyścigu Pokoju 1978. Uczestnik wyścigu indywidualnego Letnich Igrzysk Olimpijskich w 1980 w Moskwie, którego nie ukończył.

## Najważniejsze zwycięstwa i sukcesy
- 1974
  - Dookoła Rumunii
- 1976
  - etap w Wyścigu Pokoju
- 1978
  - trzeci w klasyfikacji generalnej Wyścigu Pokoju
- 1981
  - etap w Wyścigu Pokoju
- 1982
  - etap w Wyścigu Pokoju
- 1983
  - dwa etapy w Wyścigu Pokoju
  - Dookoła Rumunii
- 1985
  - Dookoła Rumunii
- 1988
  - drugi w Dookoła Rumunii